# Lindenholzhausen
Lindenholzhausen ist ein Stadtteil der Kreisstadt Limburg an der Lahn im mittelhessischen Landkreis Limburg-Weilburg. Lindenholzhausen, in der Mundart der Region auch „Hollesse“ genannt, ist mit seiner 830,08 Hektar großen Gemarkungsfläche und seinen rund 3300 Einwohnern der nach der Kernstadt zweitgrößte Stadtteil Limburgs nach Fläche und Einwohnerzahl. Die Bevölkerung ist mehrheitlich katholisch.

## Geographie
Lindenholzhausen liegt im Mittel auf einer Höhe von 170 m ü. NN an der Autobahn A 3 Köln–Frankfurt. Östlich des Orts fließt der Emsbach vorbei. Die Gemarkung besteht aus recht flachem, von der vergleichsweise breiten Emsbachniederung eingeschnittenem Gelände, das hauptsächlich landwirtschaftlich genutzt wird. Lediglich um den Lauf des Emsbachs herum befinden sich kleinere Waldstücke. Die Ortslage fällt zum Bachlauf weiter auf bis zu 125 Meter ab, während das Gelände am Südostrand der Gemarkung auf bis 200 Meter steigt.
Die Lindenholzhausener Gemarkung ist annähernd viereckig geformt. Sie grenzt im Westen an Eschhofen und im Uhrzeigersinn folgend an Ennerich, die Kernstadt Runkel, Villmar, Niederbrechen, Mensfelden und Linter.

## Geschichte

### Ortsgeschichte
Lindenholzhausen wurde als Holzhusen erstmals am 12. August 772 in einer Schenkungsurkunde der Robertinerin Rachilde an das Kloster Lorsch im Ried erwähnt. Die Endung -hausen deutet auf eine Gründung im Rahmen der fränkischen Landnahme zwischen dem Ende des 5. und dem 7. Jahrhundert hin. In erhaltenen Urkunden späterer Zeit wurde der Ort unter den folgenden Ortsnamen erwähnt (in Klammern das Jahr der Erwähnung): Holzhusen (772, 1235, und 1292); Hultshusin prope Ribesangin (1305); Holtshusen bi Ribesangen (1306); Holczhusen by der Lynden (1365); Hultzhusin apud Ryuesangen et zu der linden (Ende 14. Jahrhundert).
Bodenfunde in der Gemarkung von Lindenholzhausen weisen auf menschliche Spuren hin, die bis in die Hallstattzeit, in die Urnenfelderzeit und in die Altsteinzeit zurückreichen. Etwa auf die Zeit der Ersterwähnung des Ortes wird auch ein fränkisches Gräberfeld nördlich der heutigen Ortslage datiert. Im Mittelalter gehörte Lindenholzhausen zunächst zum Lahngau und sodann zur Grafschaft Diez, wurde aber mehrfach verpfändet, bevor es im Jahr 1564 an Kurtrier fiel, weshalb es hier nicht zur Einführung der Reformation kam.
Lindenholzhausen war Sitz eines Diezer Grafschaftsgerichts, so bereits in den Jahren 1342 und 1485. Das Kirchspielgericht Lindenholzhausen – 1486 so bezeichnet – war ein Zivil- und Kriminalgericht. Es umfasste neben Lindenholzhausen, wo sich das Gerichtsgebäude befand, auch Eschhofen mit Mühlen, Dietkirchen sowie die heute nicht mehr bestehenden Orte Rübsangen, Vele, Mailstatt (bei Eschhofen) und Kreuch (in der Limburger Brückenvorstadt). Eine Ortsbefestigung mit Zaun, Graben und verschließbaren Pforten wird 1420 erwähnt.
Das Ortswappen von Lindenholzhausen geht zurück auf das Lindenholzhäuser Gerichtssiegel von 1486: In Gold eine stilisierte, grüne Linde mit Wurzelwerk.

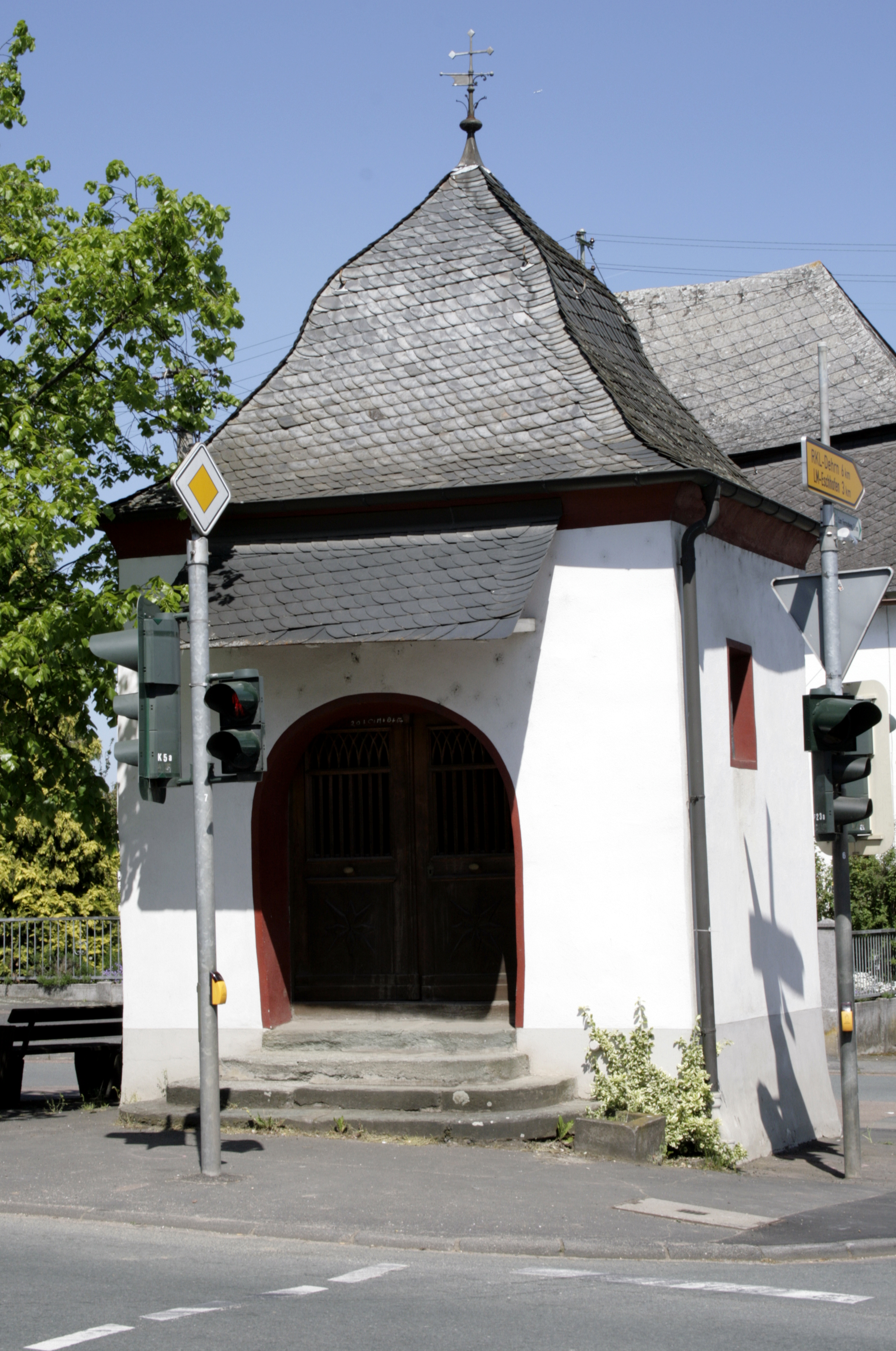
Wendelinuskapelle in der Ortsmitte

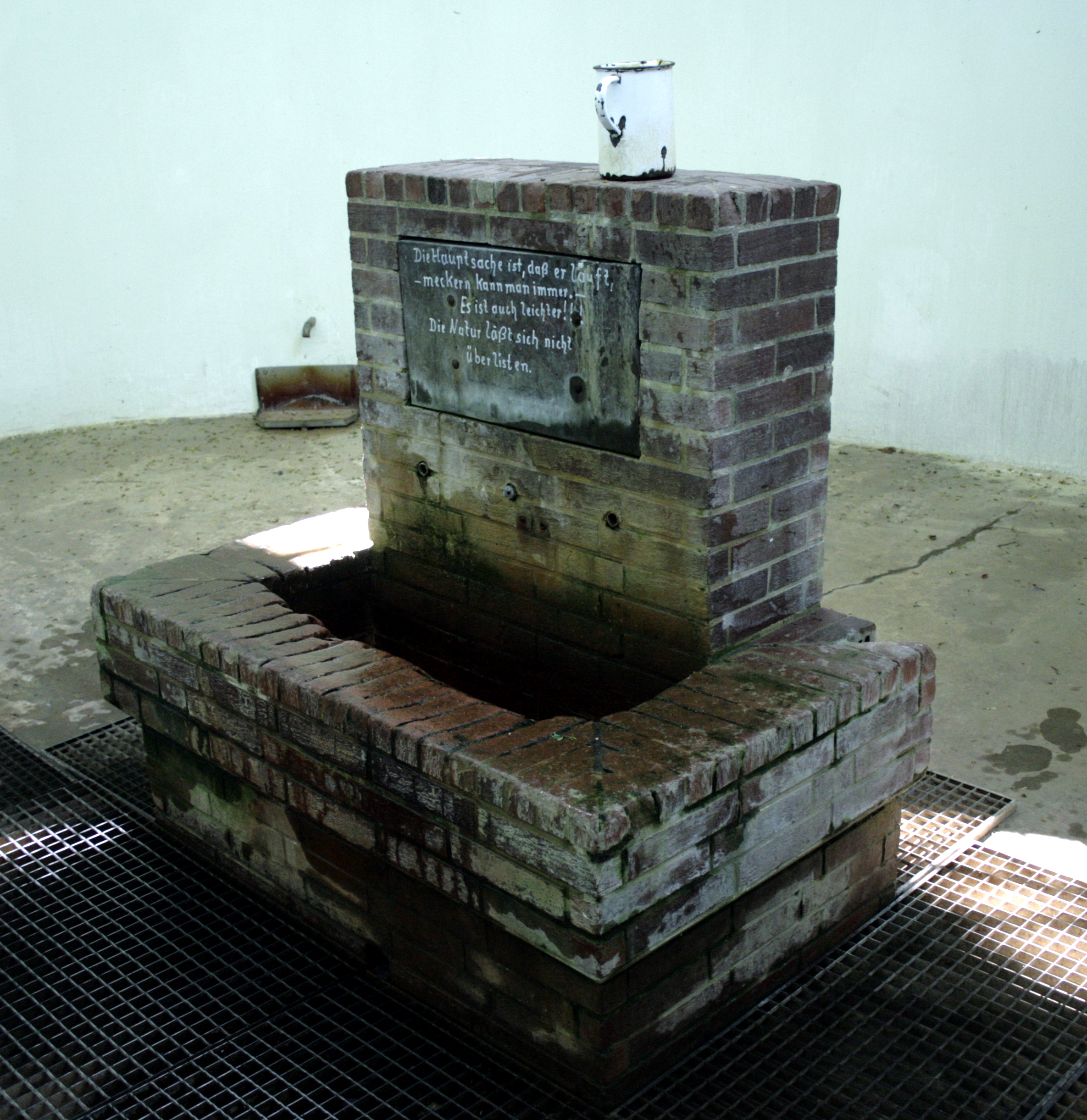
Der Sauerborn

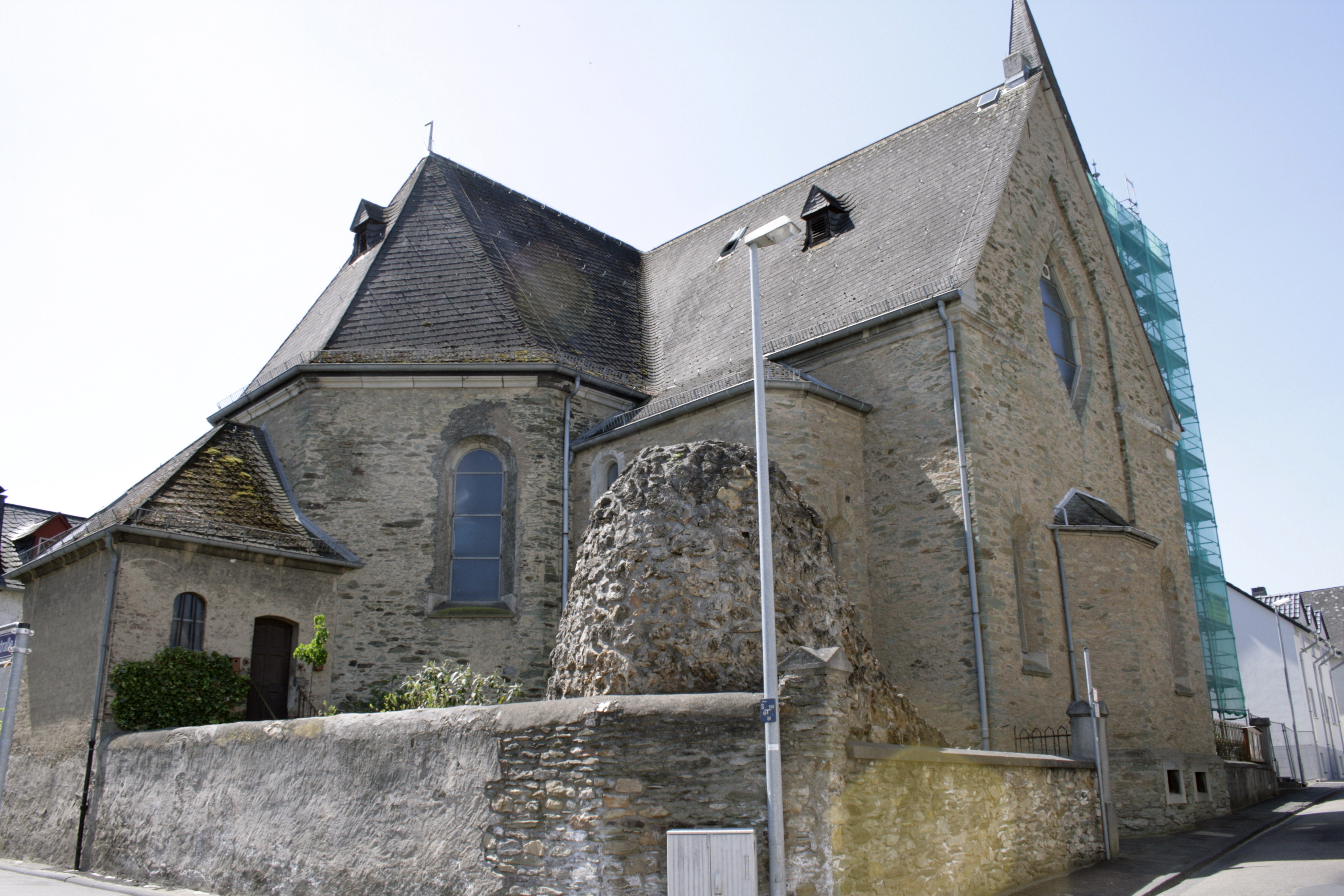
Die alte Kirche, im Vordergrund Rückseite einer Mariengrotte

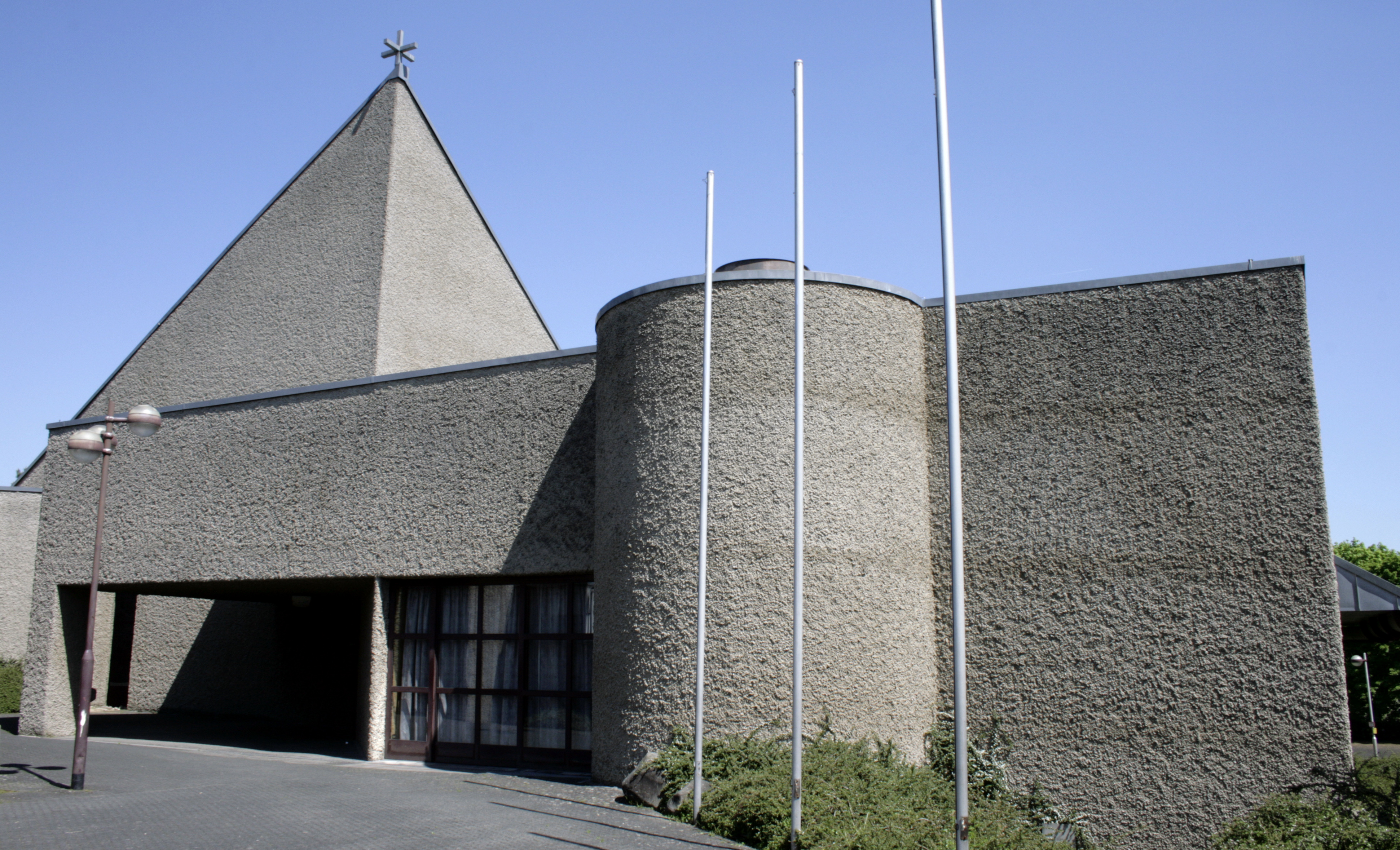
Neue kath. Kirche St. Jakobus

Eine Kirche in Lindenholzhausen ist urkundlich im Jahr 1235 als Eigenkirche nachgewiesen. Im Jahr 1698 wurde sie bis auf den wuchtigen romanischen Wehrturm abgerissen und im selben Jahr durch einen größeren barocken Neubau ersetzt. Zentrum der örtlichen Seelsorge war zu diesem Zeitpunkt die Albanskirche des vor 1305 ausgegangenen Nachbarorts Rübsangen in ihrer Funktion als Kuratkirche für die diesseits der Lahn gelegenen Filialen der Pfarrei Dietkirchen. 1725 löste sich Lindenholzhausen von Dietkirchen und wurde eine eigenständige Pfarrei. Deren Zentrum war nun die Jakobuskirche im Ort. Im Jahr 1893 erfolgte der Abbruch des Wehrturms im Rahmen einer mit einem Umbau verbundenen Kirchenerweiterung im neoromanischen Stil (Architekt Jakob Fachinger, Limburg). Damals wurden auch der heutige Glockenturm und die Sakristei errichtet. In den Jahren 1926/27 erhielt die Kirche durch die Anbauten von zwei Querhäusern einen kreuzförmigen Grundriss (Architekten: Hans und Christoph Rummel, Frankfurt/Main). Die Errichtung der angepassten Anbauten an die neoromanische Kirche erfolgte unter dem Einfluss der modernen Formensprache hinsichtlich der Giebelblenden und Fensterformen. Das Bauwerk entging dem geplanten Abbruch, steht heute unter Denkmalschutz und dient dem Diözesanmuseum des Bistums Limburg als Depot für kirchliche Gegenstände.
Im Jahr 1979 wurde nicht weit von dem alten Gotteshaus die unter Pfarrer Willi Siegmund errichtete neue Kirche mit Pfarrzentrum eingeweiht (Architekt Justus Dahinden, Zürich). Diese steht ebenso wie die alte Kirche unter dem Patronat des heiligen Jakobus des Älteren. Die historisch und künstlerisch wertvollen Ausstattungsstücke der alten Kirche wurden in die neue übernommen. Dabei handelt es sich um ein barockes Ensemble („Hadamarer Schule“), bestehend aus dem in der Zeit um 1700 entstandenen Hochaltar (wohl von Johann Valentin Neudecker d. Ä.), dem gleichaltrigen Vierzehn-Nothelfer-Altar, dem Heilig-Kreuz-Altar von 1740 und dem Kanzelkorb (um 1736). Nach Rechnungsunterlagen wurden der Hochaltar und der Vierzehn-Nothelfer-Altar 1702 in der alten Kirche aufgestellt.
Der Hochaltar – ein Marienaltar – enthält einen Bilderzyklus mit drei Gemälden (Maria Immaculata, Maria-Himmelfahrt, Dreifaltigkeit) und folgende Holzplastiken: Jakobus der Ältere, Sebastian, Georg, Erzengel Michael, ferner Johannes der Evangelist und Johannes der Täufer, die den von einem Pelikan bekrönten Tabernakel flankieren, sowie vier Engel. Auf dem Altarbild des Vierzehn-Nothelfer-Altares ist die Darstellung der Vierzehn Nothelfer zu sehen und im Auszug ein Marienbild. Das Altarbild des Heilig-Kreuz-Altares zeigt die Kreuzigungsgruppe (Jesus, Maria, Johannes der Evangelist und Maria Magdalena) in einer Übermalung des 19. Jahrhunderts. Im Auszug des Altares befindet sich ein Relief, das dem Hadamarer Bildschnitzer Martin Volck zugeschrieben wird, mit einer Darstellung des Johannes Nepomuk.
Zudem sind noch folgende historische Ausstattungsstücke in der neuen Kirche vorhanden: Statue des Guten Hirten (um 1736, ebenfalls Martin Volck zugeschrieben), Statue der Gottesmutter Maria (erstes Viertel des 18. Jahrhunderts), romanisches Taufbecken aus Eifeler Basaltlava (12./13. Jahrhundert), romanischer Bronzekruzifixus (12. Jahrhundert) des vormaligen Altarkreuzes und heutigem Vortragekreuz.
Die Wendelinuskapelle wurde 1631 errichtet und enthält ein Renaissance-Altaraufsatz aus den 1620/30er Jahre aus der 1806/07 abgelegten Rübsanger Albanskirche.  Die auf der Altarinschrift angegebene  Jahreszahl 1674 ist nicht zutreffend. Die Kapelle steht heute auf einer Verkehrsinsel an der B 8.
Im Jahr 1663 wurde in Lindenholzhausen erstmals Schulunterricht im Backhaus unterhalb der alten Kirche erteilt. Ein Schulneubau an der Kreuzgasse erfolgte 1725; das Gebäude diente später als Rathaus. 1871 wurde das heute nicht mehr vorhandene Schulgebäude in der Schulstraße errichtet. Seit 1966 wird in der neu erbauten Lindenschule unterrichtet.
Der „Sauerborn“ (offiziell „Lubentiusbrunnen“), eine Mineralquelle (alkalischer Säuerling) südlich des Orts, ist erstmals 1323 erwähnt.
In den Jahren 1750 und 1801 brannte Lindenholzhausen jeweils fast vollkommen ab. Die ersten Anordnungen der Verhütung eines Brandes im Zusammenhang mit häuslichen Feuerstätten in Textform im Kurfürstentum Trier vom 9. Mai 1721 führten auch in Lindenholzhausen zu erheblichen Verbesserungen der Bauweise der Gebäude.
Infolge seiner Lage an der alten „Hohen- und Heerstraße“ Köln – Frankfurt am Main, der so genannten Via Publica (etwa heutige B 8, also der Frankfurter Straße) und in Nähe zur damaligen Mainzer Straße nach Siegen hatte Lindenholzhausen in der Vergangenheit oftmals durch Truppendurchzüge zu leiden. Im Zweiten Weltkrieg erfolgte am 25. November 1944 ein Luftangriff auf den Ort, der eine Funkstation im ehemaligen Schulgebäude zum Ziel hatte und auch mehrere Nachbargebäude beschädigte. Vier Personen starben dabei.
In der heutigen Lindenholzhäuser Gemarkung gab es zwei weitere Siedlungen (Vele und Rübsangen), die aber wüst gefallen sind.
Vele wurde 1235 erstmals erwähnt. Es befand sich in der Gegend westlich des ehemaligen Bahnwärterhauses vor der Anhöhe „Scheid“. Um 1450 wurde der Ort verlassen und die Bewohner zogen nach Lindenholzhausen.
Die Siedlung Rübsangen lag etwa nordöstlich des heutigen Friedhofs, existierte aber bei seiner Ersterwähnung 1305 bereits nicht mehr. Für die Bewässerung dieses Friedhofs fand der vormalige „Rübsanger Born“ Verwendung, und zwar bis zum Bau der Wasserleitung dorthin 1924/25. Dieser Born wurde aufgegeben.
Der in Vele vorhandene Brunnen, der noch zur Zeit des Ersten Weltkriegs als „Veler Born“ in Benutzung war und 1943 eingeebnet wurde, galt als letzter Überrest des Dorfs Velen. Der heute verrohrte Quellenablauf mündet am ehemaligen Bahnwärterhaus in den Graben am Bahndamm. Die Häuser des Dorfes befanden sich vermutlich zwischen der Quelle und dem Bahnwärterhaus. 
Hier auf dem Rübsanger- und heutigen Lindenholzhäuser Friedhof, dessen Ursprung bis in die Urnenfelderzeit reicht, befand sich eine im Jahr 1323 genannte Kirche, die dem heiligen Alban von Mainz geweiht war. Diese Rübsanger Kirche war Kuratkapelle für die Orte Rübsangen, Vele, Lindenholzhausen und Eschhofen. 1806/07 erfolgte der Abbruch der Albanskirche.
Zu Lindenholzhausen gehört auch die Lindenmühle im Emsbachtal. Spätestens 1326 befand sich dort eine Mühle, die in jenem Jahr vom Kanoniker Eynolf Muselin dem St.-Georgs-Stift in Limburg geschenkt wurde. Der heutige Bau wurde 1728 wohl zum Teil auf Grundmauern der Vorgängermühle errichtet. Nach mehrjährigem Leerstand begann 2009 die Sanierung des Anwesens. In der gegenüber gelegenen ehemaligen Ölmühle befindet sich ein kleines Restaurant, umgeben von einem Biergarten. An der Lindenmühle führt der Rad- und Wanderweg R 8 vorbei.
Im Jahr 1344 wurde eine zwischen Lindenholzhausen und „Vele“ gelegene Mühle (wohl im Wäschbachtal) erwähnt, von der damals das Kloster Arnstein eine Erbrente von Heinrich von Holzhausen und seiner Frau Gela gekauft hatte. Von dieser Mühle sind keine Überbleibsel mehr vorhanden. Aber vielleicht erinnert das nahe gelegene Gelände „Auf der Pulvermühl“ (Standort der Lindenschule) an sie.
Hessische Gebietsreform (1970–1977)
Im Zuge der Gebietsreform in Hessen wurde die bis dahin selbständige Gemeinde zum 31. Dezember 1971 auf freiwilliger Basis in die Stadt Limburg als Stadtteil eingemeindet.
Für Lindenholzhausen, wie für alle Stadtteile von Limburg, wurde ein Ortsbezirk eingerichtet.

### Verwaltungsgeschichte im Überblick
Die folgende Liste zeigt die Staaten und Verwaltungseinheiten, denen Lindenholzhausen angehört(e):
- 772: Fränkisches Reich, später Heiliges Römisches Reich
- ab um 1053 Heiliges Römisches Reich, einer Grafschaft zugehörig, der späteren Grafschaft Diez
- ab um 1306 Heiliges Römisches Reich, Diezer Grafschaftsgericht in Lindenholzhausen, später Kirchspielsgericht genannt
- ab 1564: Heiliges Römisches Reich, Kurfürstentum Trier, Unteres Erzstift, Amt Limburg, Gericht Lindenholzhausen
- ab 1803: Heiliges Römisches Reich, Fürstentum Nassau-Weilburg, Amt Limburg
- ab 1806: Herzogtum Nassau, Amt Limburg
- ab 1849: Herzogtum Nassau, Kreisamt Limburg[Anm. 2]
- ab 1854: Herzogtum Nassau, Amt Limburg
- ab 1866: Norddeutscher Bund, Königreich Preußen, Provinz Hessen-Nassau, Regierungsbezirk Wiesbaden, Unterlahnkreis[Anm. 3]
- ab 1871: Deutsches Reich, Königreich Preußen, Provinz Hessen-Nassau, Regierungsbezirk Wiesbaden, Unterlahnkreis
- ab 1886: Deutsches Reich, Königreich Preußen, Provinz Hessen-Nassau, Regierungsbezirk Wiesbaden, Kreis Limburg
- ab 1918: Deutsches Reich, Freistaat Preußen, Provinz Hessen-Nassau, Regierungsbezirk Wiesbaden, Kreis Limburg
- ab 1944: Deutsches Reich, Freistaat Preußen, Provinz Nassau, Landkreis Limburg
- ab 1945: Deutsches Reich, Amerikanische Besatzungszone, Groß-Hessen, Regierungsbezirk Wiesbaden, Kreis Limburg
- Ab 1946: Deutsches Reich, Amerikanische Besatzungszone, Hessen, Landkreis Limburg
- ab 1949: Bundesrepublik Deutschland, Hessen, Regierungsbezirk Wiesbaden, Landkreis Limburg
- ab 1968: Bundesrepublik Deutschland, Hessen, Regierungsbezirk Darmstadt, Landkreis Limburg
- ab 1972: Bundesrepublik Deutschland, Hessen, Regierungsbezirk Darmstadt, Landkreis Limburg, Stadt Limburg
- ab 1974: Bundesrepublik Deutschland, Hessen, Regierungsbezirk Darmstadt, Landkreis Limburg-Weilburg, Stadt Limburg
- ab 1981: Bundesrepublik Deutschland, Hessen, Regierungsbezirk Gießen, Landkreis Limburg-Weilburg, Stadt Limburg

## Bevölkerung
Einwohnerstruktur 2011
Nach den Erhebungen des Zensus 2011 lebten am Stichtag dem 9. Mai 2011 in Lindenholzhausen 3093 Einwohner. Darunter waren 216 (7,0 %) Ausländer. Nach dem Lebensalter waren 579 Einwohner unter 18 Jahren, 1272 zwischen 18 und 49, 618 zwischen 50 und 64 und 624 Einwohner waren älter. Die Einwohner lebten in 1293 Haushalten. Davon waren 363 Singlehaushalte, 351 Paare ohne Kinder und 426 Paare mit Kindern, sowie 123 Alleinerziehende und 30 Wohngemeinschaften. In 291 Haushalten lebten ausschließlich Senioren und in 840 Haushaltungen lebten keine Senioren.
Einwohnerentwicklung
| Lindenholzhausen: Einwohnerzahlen von 1834 bis 2020 | Lindenholzhausen: Einwohnerzahlen von 1834 bis 2020 | Lindenholzhausen: Einwohnerzahlen von 1834 bis 2020 | Lindenholzhausen: Einwohnerzahlen von 1834 bis 2020 | Lindenholzhausen: Einwohnerzahlen von 1834 bis 2020 |
| --- | --------------------------------------------------- | --------------------------------------------------- | --------------------------------------------------- | --------------------------------------------------- |
| Jahr |                                                     |                                                     |                                                     | Einwohner                                           |
| 1834 | 1834                                                |                                                     | 935                                                 | 935                                                 |
| 1840 | 1840                                                |                                                     | 977                                                 | 977                                                 |
| 1846 | 1846                                                |                                                     | 1.148                                               | 1.148                                               |
| 1852 | 1852                                                |                                                     | 1.128                                               | 1.128                                               |
| 1858 | 1858                                                |                                                     | 1.153                                               | 1.153                                               |
| 1864 | 1864                                                |                                                     | 1.228                                               | 1.228                                               |
| 1871 | 1871                                                |                                                     | 1.209                                               | 1.209                                               |
| 1875 | 1875                                                |                                                     | 1.182                                               | 1.182                                               |
| 1885 | 1885                                                |                                                     | 1.284                                               | 1.284                                               |
| 1895 | 1895                                                |                                                     | 1.304                                               | 1.304                                               |
| 1905 | 1905                                                |                                                     | 1.442                                               | 1.442                                               |
| 1910 | 1910                                                |                                                     | 1.541                                               | 1.541                                               |
| 1925 | 1925                                                |                                                     | 1.661                                               | 1.661                                               |
| 1939 | 1939                                                |                                                     | 1.961                                               | 1.961                                               |
| 1946 | 1946                                                |                                                     | 2.282                                               | 2.282                                               |
| 1950 | 1950                                                |                                                     | 2.336                                               | 2.336                                               |
| 1956 | 1956                                                |                                                     | 2.413                                               | 2.413                                               |
| 1961 | 1961                                                |                                                     | 2.425                                               | 2.425                                               |
| 1967 | 1967                                                |                                                     | 2.734                                               | 2.734                                               |
| 1970 | 1970                                                |                                                     | 2.800                                               | 2.800                                               |
| 1974 | 1974                                                |                                                     | 2.764                                               | 2.764                                               |
| 1987 | 1987                                                |                                                     | 2.881                                               | 2.881                                               |
| 1994 | 1994                                                |                                                     | 2.983                                               | 2.983                                               |
| 2011 | 2011                                                |                                                     | 3.093                                               | 3.093                                               |
| 2014 | 2014                                                |                                                     | 3.278                                               | 3.278                                               |
| 2020 | 2020                                                |                                                     | 3.315                                               | 3.315                                               |
| Datenquelle: Historisches Gemeindeverzeichnis für Hessen: Die Bevölkerung der Gemeinden 1834 bis 1967. Wiesbaden: Hessisches Statistisches Landesamt, 1968. Weitere Quellen: LAGIS; Stadt Limburg; Zensus 2011 |                                                     |                                                     |                                                     |                                                     |

Historische Religionszugehörigkeit
| • 1885: | 1284 katholische (= 100 %) Einwohner                                        |
| • 1961: | 148 evangelische (= 6,10 %), 2269 römisch-katholische (= 93,57 %) Einwohner |

## Politik
Für den Stadtteil Lindenholzhausen besteht ein Ortsbezirk (Gebiete der ehemaligen Gemeinde Lindenholzhausen) mit Ortsbeirat und Ortsvorsteher nach der Hessischen Gemeindeordnung.
Der Ortsbeirat Lindenholzhausen besteht aus neun Mitgliedern. Bei den Kommunalwahlen in Hessen 2021 betrug die Wahlbeteiligung zum Ortsbeirat 61,03 %. Dabei wurden gewählt: drei Mitglieder der SPD und sechs Mitglieder der CDU. Der Ortsbeirat wählte Barbara Bäcker (CDU) zur Ortsvorsteherin.

## Kultur und Vereine

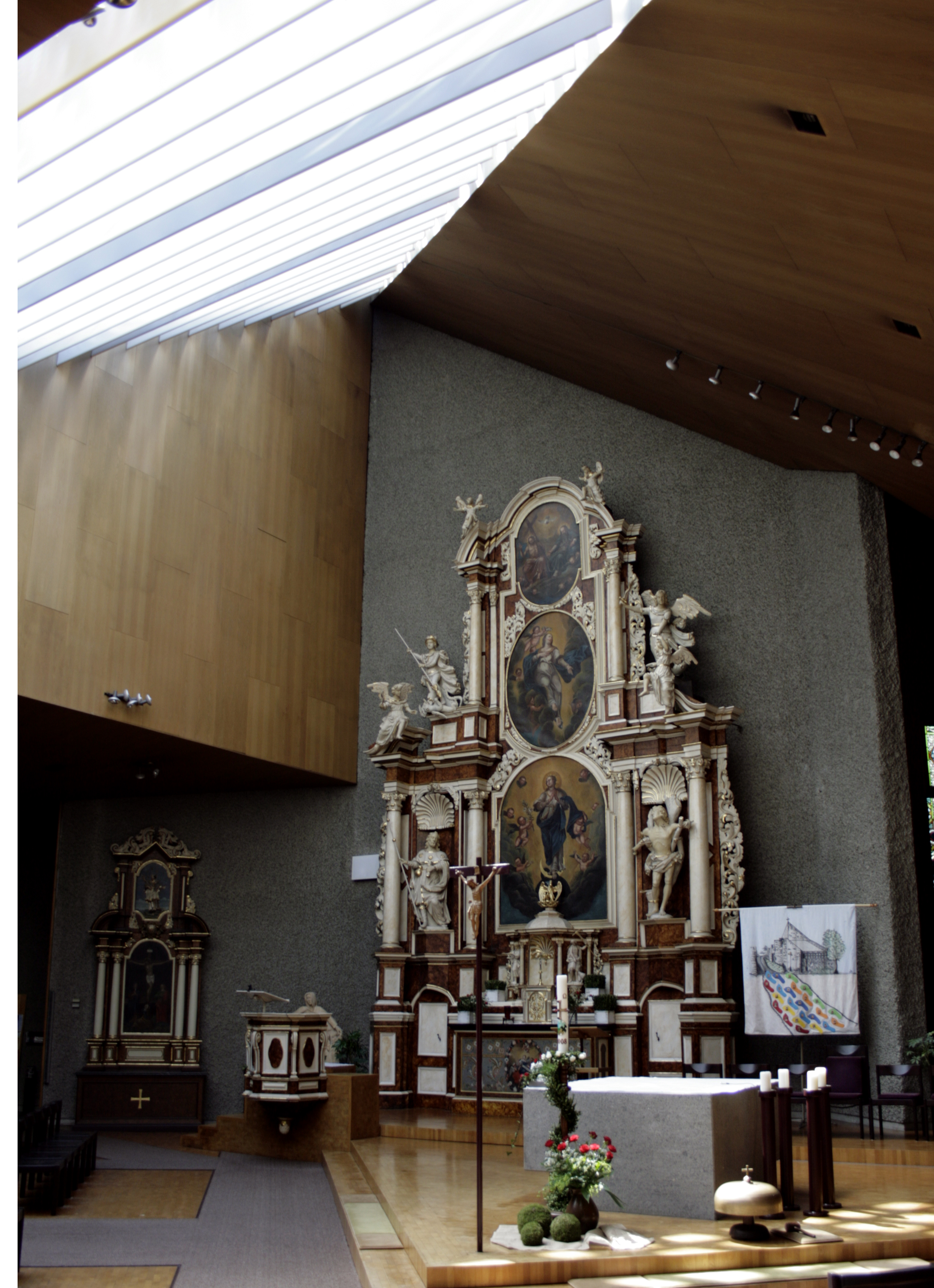
Innenraum der neuen Kirche

Besonders bekannt ist Lindenholzhausen durch seine vielen Chöre. So gibt es die „Cäcilia-Chöre“ (bestehend aus Männerchor, Frauenchor, Kinder-/Jugendchor, Pop- und Jazzchor sowie Jungem Chor und der Schrägen Acht), das „Ensemble vocale Lindenholzhausen“, die „Harmonie Lindenholzhausen“ (bestehend aus Männerchor, den Kinder- und Jugendchören „Young Harmonists“, „Next Generation“, der „Musikalische Früherziehung“ und dem Kleinen Chor) und den Kirchenchor, zusammen dreizehn Gesangsgruppen mit rund 450 Sängern im Ort. Im Laufe der Jahre haben diese Chöre mehrere nationale und internationale Preise gewonnen.
Neben der jährlichen Kirmes haben deshalb vor allem Gesangs- und Folklorefeste überörtliche Bedeutung. Hierbei hat vor allem das seit dem Jahr 1981 in Sechs-Jahres-Abständen ausgerichtete Musikfestival „Harmonie Festival“ als internationaler Chor- und Folklorewettbewerb maßgeblich dazu beigetragen, Lindenholzhausen weit über die Region hinaus bekannt zu machen.
Für Veranstaltungen stehen ein Festgelände am Gemeinschaftshaus, Schule und Kirche zur Verfügung. Neben den Gesangsgruppen/-vereinen und der im Jahr 1933 gegründeten Freiwilligen Feuerwehr Lindenholzhausen (seit dem 14. April 1975 mit Jugendfeuerwehr) bestehen noch rund 20 weitere Vereine und Gruppierungen, darunter die Turn- und Sportgemeinde, ein Tischtennis- und ein Schachclub.

## Wirtschaft und Infrastruktur

### Verkehr

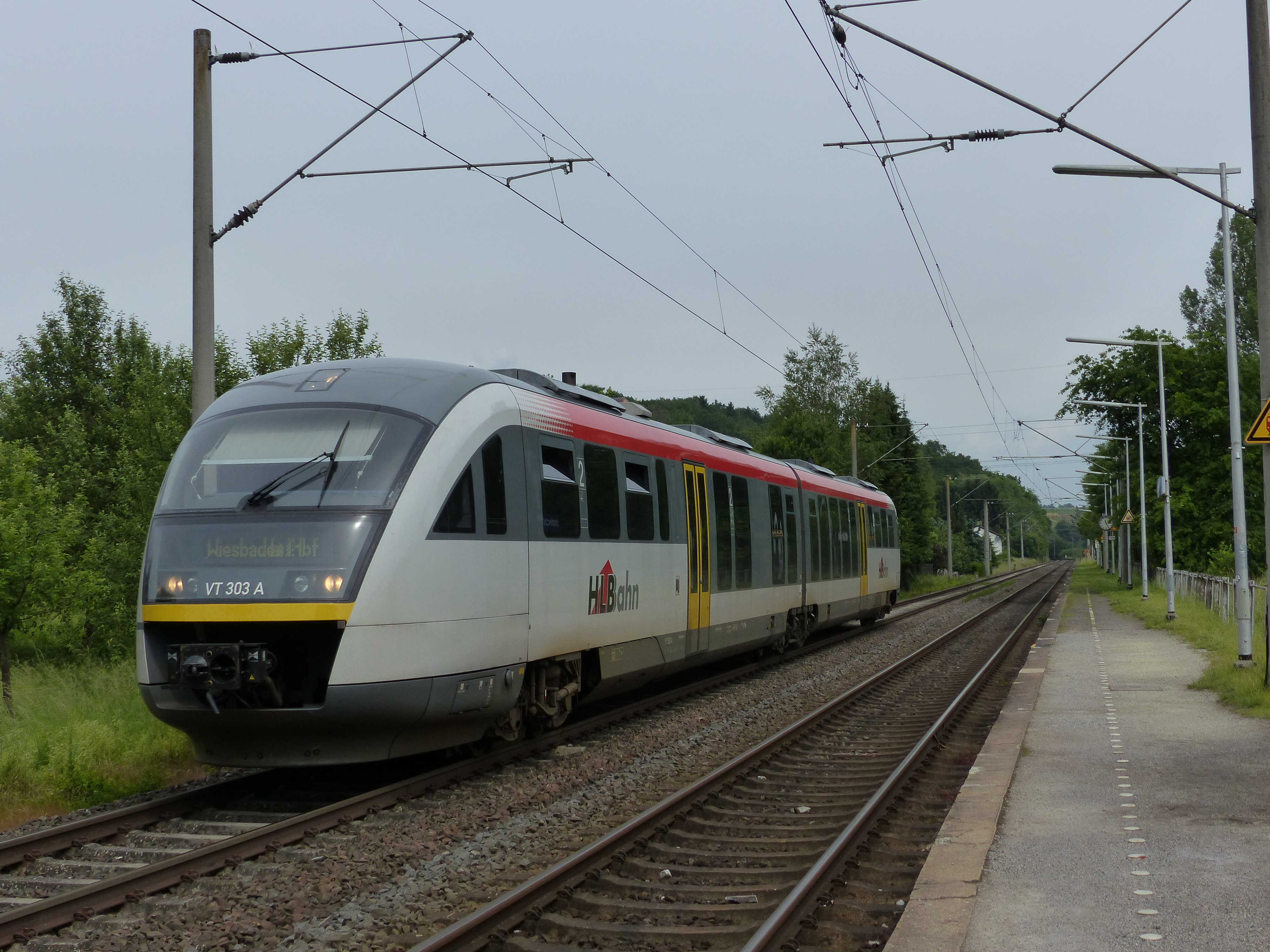
Bahnhaltepunkt Lindenholzhausen (RB21, RB22)

Von der Anschlussstelle 43 der Bundesautobahn 3 („Limburg-Süd“) sind es rund zwei Kilometer in östlicher Richtung bis zum Ortseingang von Lindenholzhausen. Die Bundesstraße 8 führt durch Lindenholzhausen hindurch. Darüber hinaus verbindet die L 3448 in Richtung Mensfelden den Ort mit der B 417, die nach Wiesbaden führt. Seit November 2008 wird die L 3448 in Richtung Eschhofen durch eine Ortsumgehung, die Lindenholzhausen am westlichen Ortsrand passiert und an die Bundesstraße 8 angeschlossen ist, vom innerörtlichen Verkehrsfluss entlastet.
Der Ort verfügt über einen Haltepunkt der Main-Lahn-Bahn. Per ICE ist Lindenholzhausen über den Bahnhof Limburg Süd an der Schnellfahrstrecke Köln–Rhein/Main erreichbar. Dieser Bahnhof liegt rund zwei Kilometer von Lindenholzhausen entfernt.
Siehe: Nahverkehr in Limburg an der Lahn
Die nächstgelegene Anschlussmöglichkeit an den Fernbusverkehr ist die Fernbushaltestelle am Bahnhof Limburg Süd, welche durch DeinBus, Flixbus und Onebus angefahren wird.

### Öffentliche Einrichtungen
- Katholische Kirche St. Jakobus mit Pfarrzentrum
- Alte Kirche mit Glockenturm (Magazin des Bistums Limburg)
- Gemeinschaftshaus in Trägerschaft der Stadt Limburg
- Lindenschule (Grundschule)
- Zwei Kindergärten: Sankt Jakobus und Elisabeth, beide in Trägerschaft der Katholischen Kirchengemeinde.
- Feuerwehrhaus der Freiwilligen Feuerwehr. Die Freiwillige Feuerwehr Lindenholzhausen, gegr. 1933 (seit 14. April 1975 mit ihrer Jugendfeuerwehr), sorgt für den abwehrenden Brandschutz und die allgemeine Hilfe.
- Sportanlage der Turn- und Sportgemeinde mit Vereinsheim
- Vereinsheim der „Cäcilia“-Chöre
- Vereinsheim des Männerchors „Harmonie“
- Schießstand mit Vereinsheim des Schützenvereins
- Geflügelzuchtanlage mit Vereinsheim des Geflügelzuchtvereins

## Persönlichkeiten
- Johannes Kropp (* 1652, † 1727), Kanoniker am Mariengredenstift in Mainz, vermachte Stiftungen an Lindenholzhausen.
- Johann Friedrich Dornuff (* 1684, † 1751), Kanoniker und Dekan am St. Georgs-Stift in Limburg, Dietkirchener Archidiakonats-Kommissar, förderte die 1725 erfolgte Errichtung der Pfarrei Lindenholzhausen.
- Alberich Josef Dornuff (* 1696, † 1781), Kanoniker und Dekan am St. Georgs-Stift in Limburg, Dietkirchener Archidiakonats-Kommissar, stiftete 1740 den Heilig-Kreuz-Altar in Lindenholzhausen.
- Jacob Otto (* 1792, † 1880), Landwirt, Mitglied der Nassauischen Deputiertenkammer von 1833 bis 1845.
- Joseph Hilfrich (* 17. Januar 1866 in Lindenholzhausen, † 3. März 1909 in Frankfurt am Main), Stadtpfarrer der katholischen Gemeinde von Frankfurt am Main, bischöflicher Kommissarius, Ehrendomherr in Limburg.
- Josef Rompel (* 13. April 1867 in Lindenholzhausen, † 19. Juli 1941 in Pullach), Jesuit, Bryologe.
- Georg Rompel, * 17. September 1870 in Lindenholzhausen, + 4. Januar 1955 ebenda, Bürgermeister, Ortschronist.
- Antonius Hilfrich (* 1873 in Lindenholzhausen, † 1947 in Limburg), war von 1930 bis 1947 Bischof des Bistums Limburg. In Lindenholzhausen ist eine Straße nach ihm benannt.
- Ferdinand Dernbach sen. (* 1885 in Lindenholzhausen, † 1954 ebenda), Chorleiter.
- Georg Rompel (* 1897 in Lindenholzhausen, † 1982 in Wiesbaden), beerdigt in Lindenholzhausen. Prälat. Stadtpfarrer und Stadtdekan von Wiesbaden, veranlasste und leitete den Neubau des St. Josefs-Hospitals in Wiesbaden.
- Vinzenz Breser (* 9. Juni 1903 in Lindenholzhausen, † 4. April 1945 in Wernfried/Franken (gefallen)), Opernsänger.
- Ferdinand Dernbach jun. (* 31. August 1909 in Lindenholzhausen, † 23. März 1980 in Niederbrechen), Chorleiter.
- Alexander Stein (* 3. Januar 1911 in Frankfurt/M.-Nied, † 6. Juli 1980 in Dernbach (Westerwald)), beerdigt in Lindenholzhausen. Domvikar. Monsignore. Prälat. Bundes-Männerseelsorger, Mitbegründer und Leiter der Frankfurter Sozialschule. In Lindenholzhausen ist eine Straße nach ihm benannt.
- Egon Eichhorn (* 12. Mai 1924 in Lindenholzhausen, † 5. Februar 2002 in Wiesbaden), Tierarzt, Veterinärdirektor, Historiker, Verfasser zahlreicher orts-, heimat- und landesgeschichtlicher Beiträge.